# 森特尼爾 (印地安納州)
森特尼爾（英語：Centennial）是位於美國印地安納州方廷縣的一個非建制地區。該地的面積和人口皆未知。